# Эффект Ломана-Рухти
'Эффект Ломана-Рухти' (англ. Lohmann-Ruchti-Effekt) (экспансивный эффект амортизации) проявляется в способности финансировать инвестиционные проекты в полном объёме с помощью амортизационных отчислений, не прибегая к использованию заёмных средств.
Впервые возможность увеличения основного капитала за счёт средств амортизации обсуждалась в переписке между Карлом Марксом и Фридрихом Энгельсом,  поэтому результат воздействия амортизации на прирост капитала называют также эффектом Маркса-Энгельса.

## Предпосылки
Эффект достигается при наличии следующих предпосылок:
- Издержки производства, включая амортизацию, возмещаются доходами с оборота.
- Амортизационные отчисления // Экономический словарь. — 2010. поступают предприятию в виде денежных и приравненных к ним средств.

## Формы проявления эффекта
При финансировании инвестиционных проектов исходят из предположения, что амортизационные отчисления учитываются в калькуляции цены в виде издержек и возмещаются из оборота. В отличие от издержек связанных с выплатой заработной платы, приобретением сырья и материалов, взиманием налогов и т. д. Амортизационные отчисления // Экономический словарь. — 2010. не связаны с выплатами. Суммы амортизации можно вкладывать в ценные бумаги или банк под проценты, использовать для приобретения горючих и вспомогательных материалов, покупки нового оборудования до того момента, пока не возникнет потребность замены выбывающих основных средств.
Способность финансирования инвестиционных проектов амортизационными отчислениями выражается в двух формах: в виде эффекта высвобождения капитала или увеличения капитала..
Эффект высвобождения капитала
Эффект высвобождения капитала заключается в том, что амортизационные отчисления повышают не только приток ликвидности от реализации продукции, но и одновременно отражаются в отчёте о финансовых результатах как издержки, вследствие чего уменьшают сумму выплат собственникам предприятия. В результате у предприятия находятся в распоряжении денежные средства, которые могут использоваться для других целей, не связанных с распределением прибыли.
Пример.
Машина стоимостью 10.000 евро амортизируется равномерно в течение 5 лет. Амортизационные отчисления возмещаются из оборота.
Только через 5 лет предприятию потребуется накопленная сумма амортизации для покупки новой машины. До этого момента имеется возможность свободно распоряжаться денежными средствами, в том числе финансировать инвестиционные проекты. Возможность использования амортизационных отчислений для самофинансирования инвестиций в основные средства называется эффектом высвобождения капитала.
Эффект увеличения капитала
Эффект увеличения капитала имеет место в том случае, когда временно свободные денежные средства вновь вкладываются в основной капитал. Воздействие эффекта может быть представлено в двух табличных формах с незначительно отличающимся объёмом информации: суммарной и ступенчатой.
Суммарная форма таблицы позволяет вести простой и наглядный учёт, но не даёт возможности проследить состояние отдельных инвестиций. Каждый последующий год требует дополнения в виде новой строки.
1. Пример суммарной формы таблицы
Предприятие приобрело 10 станков по цене 10.000 евро за единицу и списывает равномерно в течение 10 лет. Притоки денежных средств от амортизационных отчислений сразу же инвестируются в новые станки, а остатки используются в следующем году.
По данным таблицы видно, что количество станков сначала увеличивается до 20 единиц, затем уменьшается до 14 и стабилизируется на уровне 16 штук.
Прирост основных средств посредством реинвестирования временно свободных амортизационных отчислений можно представить в виде графика :
График показывает прирост основных средств на 60 % за счёт эффекта увеличения капитала.
2. Пример ступенчатой формы таблицы
Предприятие планирует расширение парка автомобилей. Приобретение первых 10 транспортных средств финансируется собственным капиталом. Стоимость автомобиля составляют 40 тыс. евро. Срок эксплуатации 4 года. Инвестиции осуществляются в начале года полностью из имеющихся амортизационных отчислений.
В ступенчатой форме наглядно отражаются отдельные инвестиции, их состояние и результаты. Совместное рассмотрение поступлений и выплат в течение первых 5 лет показывает, что амортизационным отчислениям в размере 700 тыс. евро противостоят затраты на инвестиции в объёме 560 тыс. евро, следовательно, возникает избыток финансовых средств в 140 тыс. евро, который находятся в распоряжении предприятия для дальнейших инвестиций в начале следующего шестого года:
Чем дольше срок эксплуатации, тем сильнее действует эффект увеличения основного капитала. Если в приведённом выше примере срок эксплуатации увеличить до 8 лет, парк автомобилей возрастет в седьмом году до 22 единиц.
Эффект увеличения основного капитала (К) можно рассчитать по формуле:
```
      

  

    

      

        

          
K

        

        
=

        

          

            

              
2

              
n

            

            

              
n

              
+

              
1

            

          

        

      

    

    
{\displaystyle \mathrm {K} ={\frac {2n}{n+1}}}

  

```

Где n - срок эксплуатации основного средства, лет.
В приведённом выше примере коэффициент увеличения основного капитала равен 1,6. Умножив значение коэффициента на количество первоначально приобретённых автомобилей, получим 16 единиц.

## Критика
- Восстановительная стоимость основных средств предполагается неизменной, что далеко от реальности.
- Начальные инвестиции в основной капитал не предусматривают использование заёмных средств, что также не соответствует производственной практике. При смешанном финансировании (собственный капитал и заёмный капитал) должны учитываться оттоки платёжных средств (кассовая наличность и остатки на банковских счетах) на выплату процентов и погашения займов.
- Приток платёжных средств в виде амортизационных отчислений из доходов с оборота может происходить не только в конце года и подлежать колебаниям.